# Canyon
Canyon es el nombre de una serie de siete satélites de reconocimiento de la Fuerza Aérea de Estados Unidos. Fueron los primeros grandes satélites espía de los Estados Unidos y todos fueron lanzados desde Cabo Cañaveral mediante cohetes Atlas entre el 6 de agosto de 1968 y el 23 de mayo de 1977. Los siete tenían una masa de 700 kg en el despegue y sólo uno de ellos (Canyon 4) falló debido a un problema en la primera etapa del cohete lanzador.
Los satélites eran situados en órbita geoestacionaria, desde donde se dedicaban a la intercepción y análisis de señales electrónicas utilizando reflectores de 10 m de diámetro.